# Procladius leucoma
Procladius leucoma är en tvåvingeart som beskrevs av Jean-Jacques Kieffer 1922. Procladius leucoma ingår i släktet Procladius och familjen fjädermyggor.
Artens utbredningsområde är Polen. Inga underarter finns listade i Catalogue of Life.